# Souhvězdí Oktantu
Oktant je souhvězdí na jižní obloze. V současné době se v něm nachází jižní nebeský pól, v důsledku precese se však v budoucnu na toto místo posunou jiná souhvězdí.

## Významné hvězdy
| Hvězda | Jméno | Hvězdná velikost |
| ------ | ----- | ---------------- |
| ν Oct  | ν Oct | 3,73m            |
| β Oct  | β Oct | 4,13m            |
| α Oct  | α Oct | 5,13m            |
| σ Oct  | σ Oct | 5,45m            |